# 石川淳一
石川 淳一（いしかわ じゅんいち、1971年（昭和46年）12月31日 - ）は、共同テレビジョン（共テレ）のドラマディレクター。共テレ子会社のベイシス所属。山梨県出身。

## 経歴
日活芸術学院から芸能界入り。もともと映画ファンで大林宣彦作品のようなファンタジー的な映画が作りたいと思っていた。主に星護や佐藤祐市、河野圭太の下で演出補やスケジュールを担当しキャリアを重ね、2001年の「ココだけの話」（テレビ朝日）で初演出（スケジュール兼務）。その後も演出補、スケジュールを担当し、2005年の「嬢王」（テレビ東京）から演出に定着し現在に至る。『下北GLORY DAYS』にて初のチーフ監督を担当。他のチーフ演出作品に『百鬼夜行抄』、『メイちゃんの執事』、『泣かないと決めた日』、『パーフェクト・リポート』『リーガル・ハイ』がある。
2015年、自身初めての映画作品『エイプリルフールズ』が公開された。
プロデューサーでは橋本芙美、演出家では佐藤祐市、高丸雅隆、植田泰史、城宝秀則、女優では石原さとみなどと仕事をする機会が多い。

## 主な作品

### 演出
- ココだけの話（2001年・テレビ朝日）
- 君が想い出になる前に（2004年・関西テレビ）
- 嬢王（2005年・テレビ東京）
- Ns'あおい（2006年・フジテレビ）
- 下北GLORY DAYS（2006年・テレビ東京）チーフディレクター
- ダンドリ。〜Dance☆Drill〜（2006年・フジテレビ）
- クピドの悪戯 虹玉（2006年・テレビ東京）
- 百鬼夜行抄（2007年・日本テレビ）チーフディレクター
- 花嫁とパパ（2007年・フジテレビ）
- 暴れん坊ママ（2007年・フジテレビ）
- 世にも奇妙な物語 (フジテレビ)
  - 2008春の特別編「日の出通り商店街 いきいきデー」（2008年）
  - 2009秋の特別編「呪い裁判」（2009年)
  - 21世紀21年目の特別編「ドッキリチューブ」(2011年)
  - '13春の特別編「不死身の夫」（2013年)
  - '14春の特別編「復讐病棟」（2014年)
  - '16春の特別編「クイズのおっさん」(2016年)
  - '21秋の特別編「ふっかつのじゅもん」(2021年)
- キミ犯人じゃないよね?（2008年・テレビ朝日）
- シバトラ〜童顔刑事・柴田竹虎〜（2008年・フジテレビ）
- セレブと貧乏太郎（2008年・フジテレビ）
- メイちゃんの執事（2009年・フジテレビ）チーフディレクター
- 任侠ヘルパー（2009年・フジテレビ）
- 泣かないと決めた日（2010年・フジテレビ）チーフディレクター
  - 絶対泣かないと決めた日 緊急スペシャル（2010年・フジテレビ）
- ジョーカー 許されざる捜査官（2010年・フジテレビ）
- パーフェクト・リポート（2010年・フジテレビ）チーフディレクター
- 謎解きはディナーのあとで（2011年・フジテレビ）
- ストロベリーナイト（2012年・フジテレビ）
- リーガル・ハイ（2012年・フジテレビ）チーフディレクター
  - リーガル・ハイ スペシャル（2013年・フジテレビ）
  - リーガルハイ（2013年・フジテレビ）チーフディレクター
  - リーガル・ハイ スペシャル2（2014年・フジテレビ）
- 遅咲きのヒマワリ〜ボクの人生、リニューアル〜（2012年・フジテレビ）チーフディレクター
- 謎解きはディナーのあとでスペシャル船上探偵・影山（2013年・フジテレビ）
- デート〜恋とはどんなものかしら〜（2015年・フジテレビ）
- リスクの神様（2015年・フジテレビ）チーフディレクター
- フラジャイル（2016年・フジテレビ）チーフディレクター
- キャリア〜掟破りの警察署長〜（2016年、フジテレビ）チーフディレクター
- 警視庁いきもの係（2017年・フジテレビ）
- 海月姫（2018年・フジテレビ）チーフディレクター
- 結婚相手は抽選で（2018年・東海テレビ）チーフディレクター
- SUITS/スーツ（2018年・フジテレビ）
- ストロベリーナイト・サーガ（2019年・フジテレビ）チーフディレクター
- 絶対零度〜未然犯罪潜入捜査〜2020 （2020年・フジテレビ）チーフディレクター
- ふろがーる!（2020年・テレビ東京）チーフディレクター
- レンアイ漫画家（2021年・フジテレビ）チーフディレクター
- ゴシップ#彼女が知りたい本当の○○（2022年・フジテレビ）チーフディレクター
- テッパチ!（2022年・フジテレビ）チーフディレクター
- 院内警察（2024年・フジテレビ）チーフディレクター
- 全領域異常解決室（2024年・フジテレビ）チーフディレクター

### 演出補・助監督
- ヘルプ!（1995年・フジテレビ）
- ソムリエ（1998年・関西テレビ）
- 小市民ケーン（1999年・フジテレビ）
- ショムニ2（2000年・フジテレビ）
- 私を旅館に連れてって（2001年・フジテレビ）
- 恋するトップレディ（2002年・関西テレビ）
- お気らく主婦の大冒険4（2002年・フジテレビ）
- ショムニFINAL（2002年・フジテレビ）
- 独身3!!（2003年・テレビ朝日）
- 女変装捜査官4（2004年・テレビ朝日）
- みんな昔は子供だった（2005年・関西テレビ）
- 世にも奇妙な物語 春の特別編（2005年・フジテレビ）
- WATER BOYS 2005夏（2005年・フジテレビ）
- Ns'あおい（2006年・フジテレビ）

### スケジュール
- ワンダフルライフ（2004年・関西テレビ）
- 君が想い出になる前に（2004年・関西テレビ）

### 映画監督
- エイプリルフールズ（2015年4月1日、東宝）
- ミックス。（2017年10月21日、東宝）
- 変な家（2024年3月15日、東宝）
- 赤羽骨子のボディガード（2024年8月2日、松竹）